# Diduga rufidiscalis
Diduga rufidiscalis là một loài bướm đêm thuộc phân họ Arctiinae, họ Erebidae.